# Beerschot Voetbal en Atletiek Club
Koninklijke Beerschot Voetbal en Atletiek Club was een Belgische atletiek en voetbalclub uit Antwerpen. De club was sinds 1899 aangesloten bij de voetbalbond, en kreeg later stamnummer 13. De club speelde in paars-wit in het Olympisch stadion. Voor de Tweede Wereldoorlog haalde de club 7 landstitels, later zouden enkel nog twee Belgische Bekers volgen. Na enkele moeilijke jaren met financiële problemen zou de club in 1999 ten slotte verdwijnen en opgevolgd worden door Germinal Ekeren als Germinal Beerschot Antwerpen. De officieuze fusieclub zou onder Ekerens stamnummer 3530 gaan spelen, stamnummer 13 verdween tot het in 2018 werd gekocht door de opvolgclub Beerschot VA. Na een desastreus seizoen 2012-2013 en bijhorende financiële perikelen, verdween ook de fusieclub van de tabellen van de KBVB.

## Geschiedenis
In 1895 kocht Ernest Grisar een paardenrenbaan met bijhorende accommodatie in het zuiden van Antwerpen in de wijk het Kiel. Zijn zoon, Alfred Grisar stelde voor een sportclub voor verschillende sporttaken op te richten, zijn vader stemde in en richtte op 3 september 1899 de club op. Ernest Grisar overleed echter in november van dat jaar, de zoon Alfred die aan het College of Brighton studeerde in Engeland keerde terug naar België en werd eigenaar. Hij noemde de club Beerschot, naar een nabijgelegen park "Beerschotshof". "Beerschot" was de oude plaatsnaam van het gebied waar het zuiden van de huidige wijk Kiel gelegen is. Grisar contacteerde enkele vrienden om mee in het bestuur van de club te stappen. Elk werd verantwoordelijk voor een sporttak, Alfred Grisar koos het voetbal, aangezien een paar jaar daarvoor keeper was geweest bij Antwerp FC. De club werd Beerschot Athletic Club genoemd, en men koos paars-witte clubkleuren, als eerbetoon aan de overleden Ernest Grisar. Alfred nam contact op met spelers van Antwerp om als overlopers voor Beerschot te komen spelen, sindsdien bestaat een grote rivaliteit tussen beide clubs. Op 8 april 1900 verloor Antwerp de play-offs voor het kampioenschap van Racing Club Brussel met 1-0, het jaar daarna zouden veel spelers voor Beerschot gaan spelen. Op 6 mei 1900 werd de nieuwe club officieel geopend met een vriendschappelijke match tegen een reserventeam van Antwerp. Op 15 juli werd de club lid van de UBSSA, de voorloper van de KBVB.
Tijdens de vroegste periode van vrouwenatletiek in België in de jaren '20, organiseerde de atletiek tak van de vereniging in 1923 een grote internationale vrouwen atletiekwedstrijd op 13 augustus met 's werelds beste Britse, Franse, Zwitserse en Belgische deelnemers.
De voetbalclub speelde bijna altijd in de hoogste afdeling. In het eerste seizoen werd Beerschot meteen 2de in de competitie. De volgende jaren draaide de club mee als middenmoter, net als stadsgenoot en concurrent Antwerp FC, maar in de jaren twintig zou het Antwerpse voetbal sterk op de voorgrond treden, met Beerschot op kop. In 1922, 1924, 1925 speelde de club kampioen in de Eerste Afdeling. In 1925 kreeg de club de koninklijke titel, en werd Royal Beerschot Athletic Club (of R. Beerschot AC). In 1926 en 1928 haalde het team nogmaals de landstitel. Doorheen de andere jaren 20 en 30 speelde Beerschot steeds mee in de bovenste regionen, maar in de tweede helft van het decennium haalde Beerschot opnieuw het allerhoogste met nog twee landstitels in 1938 en 1939.
Na de Tweede Wereldoorlog kon de club echter geen prijzen meer pakken in de nationale competitie. De club had op dat moment wel het supertalent Rik Coppens in zijn rangen lopen en de supporters kwamen in groten getale om zijn dribbles en doelpunten te bewonderen. Hij won ook de allereerste Belgische Gouden Schoen, toen men deze ook maar éénmaal kon winnen. 
Beerschot wisselde periodes in de top of subtop af met seizoenen waarin het eindigde net boven de degradatiezone. In 1968 werd de Vlaamse naam K. Beerschot Voetbal en Atletiek Vereniging (of K. Beerschot VAV) aangenomen.
De jaren zeventig waren een sterke periode voor Beerschot. Onder voorzitterschap van Pierre Stoop en met smaakmakers als Juan Lozano, Walter Meeuws en Manu Sanon kwamen de gouden tijden even terug. In 1971 en 1979 viel de club in de prijzen, en won men de Beker van België. De club speelde in deze periode 10 Europese wedstrijden.
Na het overlijden van voorzitter Stoop in '78 begon de neergang voor Beerschot. In 1981 degradeerde de club naar Tweede Klasse. Men was weliswaar 15de geëindigd op 18 deelnemers, maar Beerschot moest zakken omwille van vermoedelijke competitiefraude. Na een seizoen kon men dankzij eindrondewinst echter al terugkeren in de hoogste afdeling.
De club kon echter nooit meer meedoen bovenin en flirtte meestal met de degradatie. In 1991 eindigde de ploeg uiteindelijk afgetekend laatste. Beerschot zakte zelfs naar Derde Klasse omwille van financiële problemen. De naam werd in 1991 Beerschot Voetbal en Atletiek Club (afgekort Beerschot VAC), in 1995 zou de titel koninklijk toegevoegd worden. Dat seizoen in Derde speelde de ploeg afgetekend kampioen en bereikte zo meteen opnieuw promotie naar Tweede Klasse.
Het eerste seizoen in Tweede werd men tweede op slechts twee punten van RFC Sérésien, maar in de daardoor verdiende eindronde kon men geen verdere promotie afdwingen. Ook het volgend seizoen speelde Beerschot de eindronde, maar opnieuw kon men de terugkeer naar Eerste Klasse niet afdwingen. Het scenario herhaalde zich in 1995, toen men op één puntje van de titel strandde en opnieuw onderuit ging in de eindronde. In 1996 speelde men nog voor een vierde maal op rij tevergeefs de eindronde, maar het jaar erop eindigde men diep in de rangschikking. Nog een jaar later, in 1998 werd de club op ruime afstand laatste.
De terugkeer naar Eerste Klasse was niet gelukt, integendeel, Beerschot viel terug naar Derde Klasse. Ook in Derde Klasse eindigde de ploeg afgetekend op een degradatieplaats. In Vierde Klasse zou men echter niet aantreden het jaar erop. In 1999 veranderde Germinal Ekeren (stamnummer 3530) zijn naam in Germinal Beerschot Antwerpen. Deze ingreep was geen fusie, maar een verhuis van Germinal Ekeren naar Beerschot. Stamnummer 13 werd geschrapt en voetbalclub Beerschot AC bestaat sindsdien niet meer.

## Erelijst
- Belgisch landskampioen

winnaar (7): 1921/22, 1923/24, 1924/25, 1925/26, 1927/28, 1937/38, 1938/39
- Beker van België

winnaar (2): 1971, 1979
- Individuele trofeeën

Verschillende spelers behaalden een trofee toen ze voor de club speelden:
Topscorer (12)
1901 en 1902 (Herbert Pott), 1909 (Vahram Kevorkian), 1921 en 1922 (Ivan Thys), 1928 en 1929 (Raymond Braine), 1943 (Arthur Ceuleers), 1953 en 1955 (Rik Coppens), 1958 (Jozef Vliers), 1970 (Lothar Emmerich)
Gouden Schoen (1)
1954 (Rik Coppens)

## Bekende spelers
| - Ton Blanker - Peter Boeve - Pierre Braine - Raymond Braine - Lucian Bălan - Kenneth Brylle - Roberto Cabral - Arthur Ceuleers - Philippe Clement - Julien Cools - Rik Coppens - Bob Dalving - Yvan De Ferm - Alfons De Winter - Lothar Emmerich - André Fierens - Charles Geerts - Dirk Goossens - Tommy Hansen - Wim Hofkens - Constant Huysmans - Andrej Jeliazkov - Vahram Kevorkian - Rik Larnoe - André Lauryssen |  | - Juan Lozano - Guido Mallants - Walter Meeuws - René Mücher - Herbert Potts - Jari Rantanen - Emmanuel Sanon - Marc Schaessens - Neel Seys - Jos Smolders - Gérard Sulon - Simon Tahamata - Guy Thys - Ivan Thys - Arto Tolsa - Jan Tomaszewski - John Van Alphen - Stanley Vanden Eynde - Jan Verheyen - Patrick Vervoort - Jef Vliers - Patrick Goots |

## Trainers
| - 01/08/1903-30/06/1905 : Ronald Sutherland Menzies - 01/08/1905-30/06/1913 : Albert Friling - 01/08/1913-30/06/1914 : Jack Bingley - 01/08/1914-30/06/1918 : August Janssens - 01/08/1918-30/06/1920 : Jimmy Valence - 01/08/1920-30/06/1923 : Jules De Lausnay - 01/07/1923-18/12/1928 : Johnny Dick - 19/12/1928-26/12/1928 : Auguste Pelsmaeker - 27/12/1928-30/06/1936 : Jack Roberts - 06/08/1936-30/06/1942 : Fernand Wesely - 01/07/1942-24/09/1945 : August Fierens - 25/09/1945-18/08/1946 : Wilf Copping - 19/08/1946-12/03/1952 : Emiel Stijnen - 13/03/1952-30/06/1952 : Frans Gommers - 01/07/1952-30/06/1955 : Eric Norman Jones - 01/07/1955-24/12/1956 : Elemér Berkessy - 25/12/1956-31/08/1957 : Willy Ratinckx - 01/09/1957-30/06/1960 : René De Vos - 01/07/1960-30/06/1961 : Béla Sárosi - 01/07/1961-30/06/1962 : Bert D'Hollander - 01/07/1962-30/06/1966 : András Béres - 01/07/1966-18/02/1967 : Omer Van Boxelaer - 19/02/1967-30/06/1969 : Louis Van Beneden - 01/07/1969-30/06/1970 : Jef Vliers - 01/07/1970-30/10/1971 : András Béres |  | - 31/10/1971-19/02/1974 : François Geeraerts - 20/04/1974-30/06/1974 : Léon Nollet - 01/07/1974-25/11/1978 : Rik Coppens - 26/11/1978-30/06/1979 : Georg Knobel - 01/07/1979-08/01/1980 : Ladislav Novak - 09/01/1980-23/10/1980 : Georg Knobel - 24/10/1980-30/06/1982 : Léon Nollet - 01/07/1982-09/04/1984 : Rik Coppens - 10/04/1984-30/06/1984 : Günther Nasdalla - 01/07/1984-30/06/1986 : Aad Koudijzer - 01/07/1986-18/01/1988 : Dimitri Davidović - 19/01/1988-30/06/1988 : Jos Smolders - 01/07/1988-30/06/1989 : Barry Hughes - 01/07/1989-27/10/1989 : Georges Heylens - 28/10/1989-16/01/1991 : Aad Koudijzer - 17/01/1991-30/06/1991 : Martti Kuusela - 01/07/1991-30/06/1992 : Guido Mallants - 01/07/1992-20/04/1995 : René Desaeyere - 21/04/1995-27/10/1995 : Raoul Peeters - 28/10/1995-27/10/1996 : James Storme - 30/10/1996-27/02/1997 : Barry Hulshoff - 28/02/1997-30/06/1999 : Marc Noë |

## Resultaten
| Seizoen                                                                     | Klasse | Klasse | Klasse | Klasse | Reeks                                     | Punten                                    | Opmerkingen | Beker |
|                                                                             | I      | II     | P.I    | P.II   |                                           |                                           | |       |
| --------------------------------------------------------------------------- | ------ | ------ | ------ | ------ | ----------------------------------------- | ----------------------------------------- | --- | ----- |
| als Beerschot AC (Beerschot Athletic Club)                                  |        |        |        |        |                                           |                                           | |       |
| 1900/01                                                                     | 2      |        |        |        | Ere Afdeling                              | 25                                        | |       |
| 1901/02                                                                     | 4      |        |        |        | Ere Afdeling                              | 2                                         | tweede in Ere Afdeling A, daarna vierde in finaleronde                                                                                        |       |
| 1902/03                                                                     | 3      |        |        |        | Ere Afdeling                              | 6                                         | tweede in Ere Afdeling A, daarna derde in finaleronde                                                                                         |       |
| 1903/04                                                                     | (7)    |        |        |        | Ere Afdeling A                            | 5                                         | |       |
| 1904/05                                                                     | 6      |        |        |        | Ere Afdeling                              | 20                                        | |       |
| 1905/06                                                                     | 10     |        |        |        | Ere Afdeling                              | 8                                         | |       |
| 1907/07                                                                     |        | 1      |        |        | Eerste Afdeling                           | 12                                        | winst in Antwerpse groep Tweede Afdeling na play-off tegen Antwerp FC II, daarna winst in Eerste Afdeling                                     |       |
| 1907/08                                                                     | 4      |        |        |        | Ere Afdeling                              | 19                                        | |       |
| 1908/09                                                                     | 5      |        |        |        | Ere Afdeling                              | 23                                        | |       |
| 1909/10                                                                     | 6      |        |        |        | Ere Afdeling                              | 22                                        | |       |
| 1910/11                                                                     | 6      |        |        |        | Ere Afdeling                              | 23                                        | |       |
| 1911/12                                                                     | 10     |        |        |        | Ere Afdeling                              | 14                                        | |       |
| 1912/13                                                                     | 4      |        |        |        | Ere Afdeling                              | 27                                        | |       |
| 1913/14                                                                     | 7      |        |        |        | Ere Afdeling                              | 19                                        | |       |
| 1914/15                                                                     |        |        |        |        |                                           |                                           | oorlog |       |
| 1915/16                                                                     |        |        |        |        |                                           |                                           | oorlog |       |
| 1916/17                                                                     |        |        |        |        |                                           |                                           | oorlog |       |
| 1917/18                                                                     |        |        |        |        |                                           |                                           | oorlog |       |
| 1918/19                                                                     |        |        |        |        |                                           |                                           | oorlog |       |
| 1919/20                                                                     | 5      |        |        |        | Ere Afdeling                              | 25                                        | |       |
| 1920/21                                                                     | 3      |        |        |        | Ere Afdeling                              | 27                                        | |       |
| 1921/22                                                                     | 1      |        |        |        | Ere Afdeling                              | 39                                        | gedeelde eerste plaats met Union Saint-Gilloise, 2-0 winst in testmatch                                                                       |       |
| 1922/23                                                                     | 2      |        |        |        | Ere Afdeling                              | 37                                        | |       |
| 1923/24                                                                     | 1      |        |        |        | Ere Afdeling                              | 38                                        | |       |
| 1924/25                                                                     | 1      |        |        |        | Ere Afdeling                              | 40                                        | |       |
| 1925/26                                                                     | 1      |        |        |        | Ere Afdeling                              | 40                                        | |       |
|                                                                             | I      | II     | III    | P.I    | Vanaf 1926/27 zijn er 3 nationale niveaus | Vanaf 1926/27 zijn er 3 nationale niveaus | Vanaf 1926/27 zijn er 3 nationale niveaus |       |
| als R. Beerschot AC (Royal Beerschot Athletic Club)                         |        |        |        |        |                                           |                                           | |       |
| 1926/27                                                                     | 2      |        |        |        | Ere Afdeling                              | 33                                        | |       |
| 1927/28                                                                     | 1      |        |        |        | Ere Afdeling                              | 48                                        | |       |
| 1928/29                                                                     | 2      |        |        |        | Ere Afdeling                              | 39                                        | gedeelde eerste plaats met Antwerp FC; 2-0-verlies in testmatch op veld van RC Malines                                                        |       |
| 1929/30                                                                     | 4      |        |        |        | Ere Afdeling                              | 30                                        | |       |
| 1930/31                                                                     | 4      |        |        |        | Ere Afdeling                              | 33                                        | |       |
| 1931/32                                                                     | 7      |        |        |        | Ere Afdeling                              | 26                                        | |       |
| 1932/33                                                                     | 7      |        |        |        | Ere Afdeling                              | 28                                        | |       |
| 1933/34                                                                     | 6      |        |        |        | Ere Afdeling                              | 27                                        | |       |
| 1934/35                                                                     | 4      |        |        |        | Ere Afdeling                              | 33                                        | |       |
| 1935/36                                                                     | 7      |        |        |        | Ere Afdeling                              | 29                                        | |       |
| 1936/37                                                                     | 2      |        |        |        | Ere Afdeling                              | 38                                        | |       |
| 1937/38                                                                     | 1      |        |        |        | Ere Afdeling                              | 41                                        | |       |
| 1938/39                                                                     | 1      |        |        |        | Ere Afdeling                              | 41                                        | |       |
| 1939/40                                                                     |        |        |        |        | Ere Afdeling                              |                                           | competitie afgebroken wegens oorlog |       |
| 1940/41                                                                     |        |        |        |        | Ere Afdeling                              |                                           | Wegens oorlog officieuze competitie met twee regionale reeksen. Beerschot won zijn reeks en haalde de halve finale in de nationale eindronde. |       |
| 1941/42                                                                     | 2      |        |        |        | Ere Afdeling                              | 35                                        | |       |
| 1942/43                                                                     | 2      |        |        |        | Ere Afdeling                              | 44                                        | |       |
| 1943/44                                                                     | 3      |        |        |        | Ere Afdeling                              | 37                                        | |       |
| 1944/45                                                                     |        |        |        |        |                                           |                                           | geen competitiedeelname wegens oorlog |       |
| 1945/46                                                                     | 16     |        |        |        | Ere Afdeling                              | 31                                        | |       |
| 1946/47                                                                     | 12     |        |        |        | Ere Afdeling                              | 32                                        | |       |
| 1947/48                                                                     | 9      |        |        |        | Ere Afdeling                              | 29                                        | |       |
| 1948/49                                                                     | 6      |        |        |        | Ere Afdeling                              | 33                                        | |       |
| 1949/50                                                                     | 9      |        |        |        | Ere Afdeling                              | 30                                        | |       |
| 1950/51                                                                     | 5      |        |        |        | Ere Afdeling                              | 34                                        | |       |
| 1951/52                                                                     | 12     |        |        |        | Ere Afdeling                              | 26                                        | |       |
|                                                                             | I      | II     | III    | IV     | Vanaf 1952/53 zijn er 4 nationale niveaus | Vanaf 1952/53 zijn er 4 nationale niveaus | Vanaf 1952/53 zijn er 4 nationale niveaus |       |
| 1952/53                                                                     | 3      |        |        |        | Eerste Klasse                             | 36                                        | |       |
| 1953/54                                                                     | 4      |        |        |        | Eerste Klasse                             | 35                                        | |       |
| 1954/55                                                                     | 11     |        |        |        | Eerste Klasse                             | 28                                        | |       |
| 1955/56                                                                     | 10     |        |        |        | Eerste Klasse                             | 29                                        | |       |
| 1956/57                                                                     | 12     |        |        |        | Eerste Klasse                             | 24                                        | |       |
| 1957/58                                                                     | 4      |        |        |        | Eerste Klasse                             | 39                                        | |       |
| 1958/59                                                                     | 4      |        |        |        | Eerste Klasse                             | 37                                        | |       |
| 1959/60                                                                     | 4      |        |        |        | Eerste Klasse                             | 34                                        | |       |
| 1960/61                                                                     | 4      |        |        |        | Eerste Klasse                             | 33                                        | |       |
| 1961/62                                                                     | 9      |        |        |        | Eerste Klasse                             | 27                                        | |       |
| 1962/63                                                                     | 12     |        |        |        | Eerste Klasse                             | 26                                        | |       |
| 1963/64                                                                     | 4      |        |        |        | Eerste Klasse                             | 37                                        | |       |
| 1964/65                                                                     | 3      |        |        |        | Eerste Klasse                             | 35                                        | |       |
| 1965/66                                                                     | 4      |        |        |        | Eerste Klasse                             | 39                                        | |       |
| 1966/67                                                                     | 10     |        |        |        | Eerste Klasse                             | 26                                        | |       |
| 1967/68                                                                     | 6      |        |        |        | Eerste Klasse                             | 29                                        | |       |
| als K. Beerschot VAV (Koninklijke Beerschot Voetbal en Atletiek Vereniging) |        |        |        |        |                                           |                                           | |       |
| 1968/69                                                                     | 14     |        |        |        | Eerste Klasse                             | 23                                        | |       |
| 1969/70                                                                     | 6      |        |        |        | Eerste Klasse                             | 35                                        | |       |
| 1970/71                                                                     | 6      |        |        |        | Eerste Klasse                             | 33                                        | | winst |
| 1971/72                                                                     | 10     |        |        |        | Eerste Klasse                             | 27                                        | |       |
| 1972/73                                                                     | 4      |        |        |        | Eerste Klasse                             | 36                                        | |       |
| 1973/74                                                                     | 13     |        |        |        | Eerste Klasse                             | 26                                        | |       |
| 1974/75                                                                     | 5      |        |        |        | Eerste Klasse                             | 48                                        | |       |
| 1975/76                                                                     | 7      |        |        |        | Eerste Klasse                             | 41                                        | |       |
| 1976/77                                                                     | 9      |        |        |        | Eerste Klasse                             | 35                                        | |       |
| 1977/78                                                                     | 6      |        |        |        | Eerste Klasse                             | 39                                        | |       |
| 1978/79                                                                     | 12     |        |        |        | Eerste Klasse                             | 31                                        | | winst |
| 1979/80                                                                     | 14     |        |        |        | Eerste Klasse                             | 27                                        | |       |
| 1980/81                                                                     | 15     |        |        |        | Eerste Klasse                             | 26                                        | degradatie wegens competitiefraude |       |
| 1981/82                                                                     |        | 2      |        |        | Tweede Klasse                             | 43                                        | winst in eindronde met 11 punten |       |
| 1982/83                                                                     | 15     |        |        |        | Eerste Klasse                             | 25                                        | |       |
| 1983/84                                                                     | 16     |        |        |        | Eerste Klasse                             | 16                                        | |       |
| 1984/85                                                                     | 16     |        |        |        | Eerste Klasse                             | 24                                        | |       |
| 1985/86                                                                     | 7      |        |        |        | Eerste Klasse                             | 37                                        | |       |
| 1986/87                                                                     | 9      |        |        |        | Eerste Klasse                             | 36                                        | |       |
| 1987/88                                                                     | 13     |        |        |        | Eerste Klasse                             | 27                                        | |       |
| 1988/89                                                                     | 16     |        |        |        | Eerste Klasse                             | 26                                        | |       |
| 1989/90                                                                     | 8      |        |        |        | Eerste Klasse                             | 32                                        | |       |
| 1990/91                                                                     | 18     |        |        |        | Eerste Klasse                             | 15                                        | degradatie naar Derde Klasse wegens financiële problemen                                                                                      |       |
| als Beerschot VAC (Beerschot Voetbal en Atletiek Club)                      |        |        |        |        |                                           |                                           | |       |
| 1991/92                                                                     |        |        | 1      |        | Derde Klasse B                            | 48                                        | |       |
| 1992/93                                                                     |        | 2      |        |        | Tweede Klasse                             | 44                                        | derde in eindronde met 4 punten |       |
| 1993/94                                                                     |        | 5      |        |        | Tweede Klasse                             | 51                                        | vierde in eindronde met 2 punten |       |
| 1994/95                                                                     |        | 2      |        |        | Tweede Klasse                             | 50                                        | vierde in eindronde met 2 punten |       |
| als K. Beerschot VAC (Koninklijke Beerschot Voetbal en Atletiek Club)       |        |        |        |        |                                           |                                           | |       |
| 1995/96                                                                     |        | 6      |        |        | Tweede Klasse                             | 55                                        | tweede in eindronde met 9 punten |       |
| 1996/97                                                                     |        | 14     |        |        | Tweede Klasse                             | 37                                        | |       |
| 1997/98                                                                     |        | 18     |        |        | Tweede Klasse                             | 14                                        | |       |
| 1998/99                                                                     |        |        | 15     |        | Derde Klasse B                            | 16                                        | |       |
| stamnummer 13 geschrapt                                                     |        |        |        |        |                                           |                                           | |       |

### Beerschot in Europa
- R = ronde
- 1/8 = achtste finale
- PUC = punten UEFA coëfficiënten

| Seizoen | Competitie           | Ronde | Land                                    | Club                 | Score    | PUC |
| ------- | -------------------- | ----- | --------------------------------------- | -------------------- | -------- | --- |
| 1968/69 | Jaarbeursstedenbeker | 1R    | Vlag van Nederland                      | AFC DWS              | 1-1, 1-2 | 1.0 |
| 1971/72 | Europacup II         | 1R    | Vlag van Cyprus                         | Anorthosis Famagusta | 7-0, 1-0 | 4.0 |
|         |                      | 1/8   | Vlag van Duitse Democratische Republiek | BFC Dynamo Berlin    | 1-3, 1-3 | 4.0 |
| 1973/74 | UEFA Cup             | 1R    | Vlag van Portugal                       | Vitória Setúbal      | 0-2, 0-2 | 0.0 |
| 1979/80 | Europacup II         | 1R    | Vlag van Joegoslavië (1943-1992)        | NK Rijeka            | 0-0, 1-2 | 1.0 |

Totaal aantal punten voor UEFA coëfficiënten: 6.0